# Artur Orlando da Silva
Artur Orlando da Silva (Recife, 22 de junho de 1858 — Recife, 27 de março de 1916) foi um advogado, jornalista, político, jurista, crítico literário e ensaísta brasileiro, membro da Academia Brasileira de Letras e da Academia Pernambucana de Letras.

## Biografia
Era filho de José Caetano da Silva, fundador e proprietário da América Ilustrada. Bacharelou-se pela Faculdade de Direito do Recife, em 1881. Seus primeiros livros, Filocrítica (1886) e Ensaios de crítica (1904) demonstram a tendência à Filosofia em seus primórdios. O seu modelo era o mestre e amigo Tobias Barreto.
Dedicou-se à advocacia e, em 1885, prestou concurso para a cadeira de retórica e poética do Curso Anexo da Escola do Recife. Desistiu de assumir a vaga, ao verificar que a Congregação se indispusera contra ele. Em 1889 tornou-se diretor geral da Instrução Pública do Recife, e dois anos depois Secretário do Estado dos Negócios da Indústria Pública e Particular, Assistência Pública e Estatística, mas, por motivos políticos, não chegou a tomar posse. De 1893 a 1895 foi deputado estadual, e em 1903 tomou lugar na Câmara Federal, até 1914. Participou da revisão do Código Penal.
Colaborou em vários jornais, como em A Esmola, Folha do Norte, Jornal do Recife, entre outros. Colaborou também na Revista Brasileira, na Revista Americana, na Revista da Academia Brasileira de Letras e na Revista do Instituto Histórico e Geográfico de São Paulo. Foi redator-chefe do Diario de Pernambuco, de 1901 a 1911. Foi um dos primeiros, no Brasil, a insistir na tese do pan-americanismo. Como integrante da Escola do Recife, pregou o evolucionismo filosófico.

## Obras
- Philocritica, com introdução de Martins Júnior (1886)
- O meu álbum, com introdução de Clóvis Beviláqua (1891)
- Propedêutica político-jurídica (1904)
- Ensaios e crítica (1904)
- Pernambuco, memória apresentada pelo representante do estado de Pernambuco (sem data)
- Novos ensaios (1905)
- Pan-americanismo (1906)
- Reforma do ensino, discurso pronunciado na Câmara Federal (1907)
- Porto e cidade do Recife (1908)
- São Paulo versus Alexandre VI (memória apresentada ao 2º Congresso de Geografia, realizado em São Paulo) (1910)
- O clima brasileiro (memória apresentada ao 3º Congresso de Geografia, realizado no Panamá) (1911)
- O Brasil: a terra e o homem, estudo sociológico (1914).

## Academia Pernambucana de Letras
Membro fundador da Academia Pernambucana de Letras, em 26 de janeiro de 1901, ocupou a cadeira 6.

## Academia Brasileira de Letras
Eleito em 27 de junho de 1907 para a cadeira 25, na sucessão de Franklin Dória, foi recebido em 28 de dezembro de 1907, pelo acadêmico Oliveira Lima.